# 皮拉尔·罗尔丹
皮拉尔·罗尔丹（西班牙語：Pilar Roldán，1939年11月18日—），墨西哥女子击剑运动员。她曾代表墨西哥参加1956年、1960年和1968年夏季奥林匹克运动会击剑比赛，其中1968年奥运会获得一枚银牌。